# 青森県道42号名川階上線
青森県道42号名川階上線（あおもりけんどう42ごう ながわはしかみせん）は、青森県三戸郡南部町から三戸郡階上町に至る県道（主要地方道）である。

## 概要
南部町剣吉の青い森鉄道 青い森鉄道線（剣吉駅至近）で青森県道33号軽米名川線から分岐し、八戸市南郷を経由し階上町道仏で国道45号に合流する。

### 路線データ
- 起点 : 三戸郡南部町[1]
- 終点 : 三戸郡階上町[1]
- 重要な経過地 : 八戸市南郷[1]

## 歴史
- 1972年（昭和47年）9月5日 - 青森県により県道に認定される[1]。
- 1993年（平成5年）5月11日 - 建設省により県道名川階上線が主要地方道名川階上線に指定される[2]。
- 1994年（平成6年）10月 - 市野沢バイパス開通[3]。

## 路線状況

### 道の駅
- 道の駅なんごう（カッコーの森エコーランド）
- 道の駅はしかみ

## 地理

### 通過する自治体
- 三戸郡南部町 - 八戸市 - 三戸郡階上町

### 交差する道路
- 青森県道33号軽米名川線（三戸郡南部町、起点）
- 青森県道134号櫛引上名久井三戸線（南部町森越）
- 青森県道225号中野北高岩停車場線（八戸市南郷大字中野）
- 国道340号（八戸市南郷大字市野沢）
- E4A 八戸自動車道 南郷IC
- 青森県道138号島守八戸線（八戸市南郷大字島守）
- 青森県道11号八戸大野線・久慈街道（八戸市南郷大字島守）
- 青森県道221号鳥屋部十日市線（三戸郡階上町鳥屋部）
- 国道45号（三戸郡階上町道仏、終点）

### 沿線の施設など
- 青い森鉄道青い森鉄道線
- 名川郵便局
- 南部町役場 剣吉支所
- 八戸警察署 南郷交番
- 八戸市役所南郷区役所
- 八戸市立南郷小学校
- 青森県立南郷高等学校
- 世増ダム
- 八戸市民の森・不習岳
- 八戸市役所南郷区役所 島守支所